# Иван Иванов (генерал-лейтенант)
Иван Дмитриевич Иванов (на руски: Иван Дмитриевич Иванов) е офицер в руската армия, генерал-лейтенант.

## Биография
Иван Иванов е роден през 1764 г. в семейството на потомствен дворянин от Тверска губерния. Ориентира се към военното поприще. Започва служба в Новгородския мускетарruски полк на 1 януари 1779 г. Произведен е в първо офицерско звание прапоршик с назначение в Тулския мускетарски полк (1786). Служи в Санктпетербургския гренадирски полк (1787).
Участва в Руско-турската война от 1787-1792 г. Бойното му кръщене е в битките при река Салча, Бандера и Измаил. Участва в потушаването на Косцюшкото въстание в Полша (1794).
Участва във войната на във войната на третата и четвъртата антинаполеоновски коалиции срещу Франция (1805-1807). Командир на батальон в 8-и егерски полк. Бие се храбро в битките при Кремс и Аустерлиц (1805). Назначен е за командир на 8-и егерски полк. Отличава се в битките при Гончаров, Дронзее, Олшов и Остроленка (1807). Награден е с орден „Свети Георги“ IV степен. Назначен е за почетен командир на 10-и егерски полк от 12 август 1807 г.
Участва в Руско-турската война от 1806-1812 г. Проявява се при първото превземане на Ловеч на 18 октомври 1810 г. и второто превземане на Ловеч на 31 януари 1811 г., Севлиево и битката при село Слободзея.
В отразяването на нападението на Наполеон Бонапарт срещу Русия се отличава в битките при Кобрин, Пружани, Городечно, река Стир, Туриск и Мухавец (1812). Награден е със златно оръжие „За храброст“. За битката при река Березина е повишен във военно звание генерал-майор от 16 юли 1812 г.
Участва във войната на Шестата антинаполеоновска коалиция срещу Франция (1813-1814). Командир на 3-та егерска бригада от 9-а пехотна дивизия. Проявява се в битките при Донау, Дрезден, Хамбург, Пирни и Вилхелмсбург (1813). За превземането на Хамбург е награден с орден „Свети Георги“ III степен (1814). Служи в състава на Окупационния корпус във Франция (1814-1818).
Командир на 16-а пехотна дивизия от 18 април 1823 г. Повишен е във военно звание генерал-лейтенант от 6 януари 1826 г. Командир на 19-а пехотна дивизия от 1 януари 1827 г.
Участва в Руско-турската война от 1828-1829 г. Бие се храбро в битките при Браила и Шумен. При последната е тежко ранен и умира 10 август 1828 г. в Шумен.